# Área de Proteção Ambiental do Planalto Central
A Área de proteção ambiental (APA) do Planalto Central é uma unidade de conservação Federal de Uso Sustentável. Foi criada em 2002 pelo Decreto s/n de 10 de janeiro de 2002, da Presidência da República do Brasil.
A unidade é gerida pelo ICMBio - Instituto Chico Mendes de Conservação da Biodiversidade, autarquia do governo federal vinculada ao Ministério do Meio Ambiente - MMA.
Sabendo disso ajudemos a preservá-la
A APA abrange uma área de 504.160 ha, dos quais 375.480 ha estão no Distrito Federal e 128.680 ha no estado de Goiás. Esses valores correspondem a 65,72% da área do Distrito Federal e 0,37% do território de Goiás, compreendendo partes de dezoito regiões administrativas do Distrito Federal, e de parte dos municípios de Padre Bernardo e de Planaltina, em Goiás.
A APA do Planalto Central está inserida em um território de relevante interesse nacional e regional, já que, além de abrigar a Capital Federal, estão localizadas as nascentes de vários cursos d’água formadores de três grandes bacias hidrográficas do país – São Francisco, Araguaia-Tocantins e Paraná.
A portaria de aprovação do Plano de Manejo da Unidade de Conservação  foi publicada no Diário Oficial da União em 20 de abril de 2015, definindo as normas de uso e o seu zoneamento.
Os levantamentos constantes no diagnóstico do Plano de Manejo estimaram que 52,6% da área da APA do Planalto Central, em 2009, encontravam-se cobertas pelos diferentes tipos fitofisionômicos de vegetação do Bioma Cerrado. Esses remanescentes estão representados por diversas fitofisionomias, tais como cerrado Sentido Restrito, Campos Rupestres, Matas Secas, Cerradão, Veredas e Parques de Cerrado, segundo classificação de Ribeiro e Walter . Destacam-se as Veredas e os Parques de Cerrado que constituem áreas úmidas formadoras de nascentes.
O Conselho da APA do Planalto Central é formado por 33 entidades, sendo 16 da sociedade civil, 17 governamentais e a própria unidade de conservação. O conselho é consultivo e reúne-se periodicamente para discutir assuntos relacionados à APA do Planalto Central.

## Ligações Externas
- SNUC - Sistema Nacional de Unidades de Conservação
- Decreto de Criação
- ICMBio
- Plano de Manejo da APA do Planalto Central